# Michaił Chanżyn
Michaił Wasiljewicz Chanżyn (ros. Михаил Васильевич Ханжин; ur. 5 października?/17 października 1871 w Samarkandzie, zm. 14 grudnia 1961 w Dżambule) – rosyjski generał, uczestnik I wojny światowej, następnie jeden z dowódców Armii Rosyjskiej adm. Aleksandra Kołczaka i minister w rządzie Kołczaka. 

## Życiorys

### Kariera wojskowa w armii Imperium Rosyjskiego
Z pochodzenia był Kozakiem orenburskim. W 1893 r. ukończył Michajłowską Szkołę Artylerii, zaś w 1899 r. Michajłowską Akademię Artylerii. W 1905 r. otrzymał stopień pułkownika. Walczył w wojnie rosyjsko-japońskiej, dowodząc baterią. W 1910 r. otrzymał awans na generała-majora.
Podczas I wojny światowej, w latach 1914-1915 dowodził 19 brygadą artylerii, a następnie, do 1916, 12 dywizją piechoty. W tym samym 1916 został przeniesiony na stanowisko inspektora artylerii 8 armii i Frontu Rumuńskiego i pozostawał na nim do 1917 r., gdy Aleksandr Kiereński, minister wojny w Rządzie Tymczasowym, mianował go polowym inspektorem artylerii przy sztabie głównodowodzącego. W 1917 r. otrzymał awans na generała-lejtenanta.

### Udział w wojnie domowej w Rosji
Podczas wojny domowej w Rosji, po wybuchu buntu Korpusu Czechosłowackiego przyłączył się do ruchu białych, tworząc na wezwanie Aleksieja Griszyna-Ałmazowa 3 Korpus Uralski. Dowodził tą jednostką od czerwca 1918 r. do stycznia 1919 r. Korpus jesienią 1918 r. osiągnął stan dwóch dywizji i dwóch brygad, łącznie 5 tys. żołnierzy. 
3 stycznia 1919 r., planując generalną ofensywę przeciwko Frontowi Wschodniemu Armii Czerwonej, adm. Aleksandr Kołczak mianował go głównodowodzącym Armii Zachodniej, jednego z trzech wielkich związków operacyjnych w strukturze Armii Rosyjskiej dowodzonej przez Kołczaka. Oprócz utworzonych przez Chanżyna oddziałów weszły do niej również siły kozackie pod dowództwem gen. Piotra Biełowa, łącznie ok. 40 tys. żołnierzy i 197 dział. Podczas wiosennej ofensywy sił Kołczaka w pierwszej połowie kwietnia 1919 r. Armia Zachodnia pod dowództwem Chanżyna powstrzymała marsz 5 Armii Czerwonej w kierunku Złatousta, a następnie sama przeszła do kontruderzenia. 7 marca jednostki Armii Zachodniej zajęły Bielebiej, 10 marca Birsk, 14 marca - Ufę, skąd 5 Armia, licząca jedynie 11 tys. żołnierzy, się wycofała. 10 kwietnia zajęły Bugulmę. Dotarły dalej, niż przewidywał pierwotny plan ofensywy, w którym Armii Zachodniej polecano dotrzeć do linii Iku. Pod wrażeniem sukcesów Chanżyna Kołczak zmodyfikował plan dalszych działań, nakazując Armii Rosyjskiej zmuszenie czerwonych do wycofania się na zachód od Wołgi i Kamy. Postąpił tak, chociaż dowódcy na szczeblu korpusów i dywizji ostrzegali, iż żołnierze są zmęczeni forsownym marszem. Postępując według nowych rozkazów, Chanżyn poprowadził jednostki Armii Zachodniej dalej wzdłuż linii kolejowych z Ufy do Bugurusłanu, z Ufy do Symbirska i w kierunku Czystopola. Manewr ten całkowicie zaskoczył dowództwo Frontu Wschodniego, które spodziewało się uderzenia na północnym Uralu. Zdobycie tego ostatniego miasta miało istotne znaczenie strategiczne, rozdzielając Front Wschodni czerwonych na dwie części. Ponadto biali znaleźli się w tym momencie w odległości 80 km od Kazania i Samary oraz 100 km od Symbirska. Za osiągnięte sukcesy Chanżyn otrzymał stopień generała artylerii. Sztab Kołczaka był przekonany, że zakończenie ofensywy całkowitym zwycięstwem i zdobyciem Moskwy jest możliwe w ciągu sześciu tygodni.
W odpowiedzi na działania Armii Zachodniej naczelny dowódca Armii Czerwonej Jukums Vācietis przerzucił na pomoc 5 Armii jednostki 1 Armii, dzięki czemu siły czerwonych na tym odcinku frontu osiągnęły liczebność 24 tys. żołnierzy. Komitet Centralny partii bolszewickiej uznał powstrzymanie ofensywy Kołczaka za najważniejsze zadanie armii i rządu, a na front wschodni skierowano znaczące uzupełnienia, zmobilizowanych do armii robotników. Tym samym przewaga, którą miał Chanżyn nad przeciwnikiem w pierwszym tygodniu operacji, została zredukowana. Pod koniec kwietnia Armia Czerwona przeszła do kontrofensywy. 28 kwietnia Grupa Manewrowa pod dowództwem Michaiła Frunzego zmusiła Armię Zachodnią do wycofania się z Bugurusłanu. W tym jednak momencie na stronę białych przeszedł płk Awałow, dowodzący u czerwonych 25 dywizją strzelecką. Przekazane przez niego informacje umożliwiły Chanżynowi uniknięcie okrążenia i wycofanie się we względnym porządku za Ik, co nastąpiło 15 maja. Następnie jednak w Armii Zachodniej nastąpiła panika i upadek dyscypliny. Oddziały, które pozostały z Armii Zachodniej, cofały się dalej na wschód, tracąc Ufę, a ostatecznie 13 lipca odchodząc ze Złatousta i nie będąc w stanie dłużej bronić Uralu.
Za klęskę ofensywy z Ufy został pozbawiony stanowiska dowódczego (zastąpił go gen. Konstantin Sacharow). We wrześniu 1919 r. został ministrem wojny w rządzie Kołczaka, zastępując Aleksieja Budberga. W grudniu 1919 r. razem z Aleksiejem Łarionowem i Aleksandrem Czerwien-Wodalim przejął faktyczne kierownictwo w rządzie. Bez powodzenia wszyscy trzej starali się negocjować z mienszewicko-eserowskim Centrum Politycznym, które na początku 1920 r. przejęło władzę nad Irkuckiem i regionem, ostatnimi ziemiami kontrolowanymi jeszcze przez Kołczaka po klęskach pod Omskiem i Krasnojarskiem. Nie udało im się wynegocjować prawa bezpiecznego odejścia wojsk Kołczaka na Daleki Wschód. Chanżynowi, jako jedynemu z trzech polityków kierujących rządem Kołczaka w końcowej fazie jego istnienia, udało się zbiec do Chin.

### Emigracja
Osiadł w Harbinie, następnie żył w Dalianie. W 1927 r. stanął na czele 9 (wschodniego) oddziału Rosyjskiego Związku Ogólnowojskowego. Dwa lata później odszedł z kierownictwa organizacji, nie zgadzając się z przyjętą przez nią taktyką oraz z coraz wyraźniejszym popieraniem przez nią idei narodowosocjalistycznych. 
W 1946 r., po zajęciu Mandżurii przez ZSRR, został wspólnie z synem aresztowany przez SMIERSZ. Skazany na karę łagru z art. 58 radzieckiego kodeksu karnego, więziony w łagrach, następnie w więzieniu w Uchcie, wyszedł na wolność w 1954 r. Resztę życia przeżył na przymusowym osiedleniu w Kazachskiej SRR. 